# Zaphne packardi
Zaphne packardi är en tvåvingeart som först beskrevs av Malloch 1924.  Zaphne packardi ingår i släktet Zaphne och familjen blomsterflugor.
Artens utbredningsområde är Labradorhalvön. Inga underarter finns listade i Catalogue of Life.